# Retrato de Varvara Ivanovna Ladomirsky
El Retrato de Varvara Ivanovna Ladomirsky (en francés: Varvara Ivanovna Narichkine o Varvara Ivanovna Ladomirskaïa; en inglés: Varvara Ivanovna Ladomirskaya o Varvara Ivanovna Narishkina) es una pintura creada en 1800 por la pintora francesa Élisabeth Vigée Le Brun.  La obra se encuentra ubicada, desde su compra en 1963, en el museo de arte de la ciudad de Columbus, Ohio. 

## Descripción
Este óleo sobre lienzo es el retrato de Varvara Ivanovna Nariškina (de la cual "Narichkine" es la transliteración francesa de la forma masculina del apellido), una joven perteneciente a la nobleza rusa, cuyo apellido de soltera era Ladomirskaja (de la cual "Ladomirsky " es la transliteración francesa y anglosajona de la forma masculina del apellido). La obra fue pintada en Moscú para la madre de Varvara, que era amiga de Vigée Le Brun.  Varvara era hija ilegítima del noble Iván Nikoláievich Rimski-Kórsakov y la condesa Stroganova, que había abandonado a su marido por el amante.  De su matrimonio con Iván Dmitrievich Naryshkin descendieron las nobles rusas Tatiana Aleksandrovna Ribaupierre y Zinaída Nikoláyevna Yusúpova.
La joven, que contaba entonces quince años,  está representada de busto y viste un traje "a la griega", ya que la moda de la época se basaba en la de la antigüedad:  viste una fina camisola blanca neoclásica y, sobre ella, una estola roja con ribete dorado sostenida por un alfiler sobre su hombro izquierdo. También tiene una banda roja en el pelo semirrecogido y un collar del mismo color, de cuentas de coral. Un cordón ciñe el atuendo justo bajo el pecho, a la misma altura que el brazalete de oro que lleva en el brazo.  El fondo está formado por un cielo grisáceo, resaltando la figura más luminosa y cálida, y el océano al amanecer parece una sutil referencia a Venus, con quien es comparada la floreciente belleza de la muchacha.